# Полудницын, Александр Александрович
Александр Александрович Полудницын (13 апреля 1925, Огнева Заимка — 10 ноября 1992, Новосибирск) — советский и российский баянист, композитор, заслуженный артист РСФСР (1976).

## Биография
Родился 13 апреля 1925 года в селе Огнева Заимка на территории современного Черепановского района Новосибирской области. Окончил новосибирскую школу-интернат для незрячих и слабовидящих детей по классу баяниста Н. В. Лужина (1943).
Музыкальный руководитель Новосибирского кукольного театра (1943—1945). Баянист Новосибирского (1945—1946), Семипалатинского (1946—1948) концертно-эстрадных бюро, Удмуртской (1952—1953) и Алтайской краевой (1948—1952, 1953—1961) филармоний.
С 1961 по 1992 год работал солистом-баянистом в Новосибирской филармонии.
Проводил сольные концерты в городах Урала, Сибири (Кузбасс и др.), Мордовии, Удмуртии.
В 1967 году по инициативе американской радиовещательной станции был создан концерт-очерк, посвящённый творчеству Полудницына и транслировавшийся в США и Канаде на 70 радиостанциях.
В 1990-х годах музыкант появился в фильме «За радость тихую» (Новосибирская студия телевидения).
Сочинил около 50 работ для игры на баяне. Музыкальные исполнения гармониста были записаны на более чем 60 грампластинках. В архиве Российского радио находятся записи совместного выступления Полудницына и народного артиста СССР С. Козловского.
Умер 10 ноября 1992 года в Новосибирске. Похоронен на Заельцовское кладбище.

## Участие в творческих мероприятиях
- 1957 — дипломант художественного конкурса исполнителей на народных инструментах VI Всемирного фестиваля молодёжи и студентов (Москва);
- 1958 — дипломант Всесоюзного конкурса артистов эстрады (Москва);
- 1960 — лауреат Всероссийского конкурса артистов эстрады (Москва);
- 1969 — лауреат фестиваля русской народной песни (Новосибирск)[1].

## Публикации
Сборники «Над сибирской стороной» (Западно-Сибирское книжное издательство, 1976), «Пьесы и обработки для баяна» (Советский композитор, 1976) и т. д.

## Награды
Полудницын был награждён медалями.